# Mi'ilja
Mi'ilja (hebrejsky מִעִלְיָא, arabsky معليا, v oficiálním přepisu do angličtiny Mi'elya) je místní rada (malé město) v Izraeli, v Severním distriktu, které obývají izraelští Arabové.

## Geografie
Leží v nadmořské výšce 512 metrů v západní části Horní Galileji, na severozápadním okraji města Ma'alot-Taršicha, 115 kilometrů severovýchodně od centra Tel Avivu a cca 35 kilometrů severovýchodně od centra Haify. Obec je situována nedaleko jižních svahů kaňonu, kterým protéká vádí Nachal Kaziv. Tyto svahy severně od města vrcholí kopcem Har Ziv. Jižně od obce terén klesá do údolí vádí Nachal Ga'aton, nad kterým tu vystupují pahorky Tel Kada a Har Eger. Západním směrem od Mi'ilje leží mírně zvlněná a zčásti zalesněná krajina, kterou protéká vádí Nachal Ša'al.
Mi'ilja je obývána izraelskými Araby a osídlení v tomto regionu je etnicky smíšené. Směrem k západu a severu převládají obce osídlené Židy. Oblast s výraznějším podílem Arabů a Drúzů leží jižním a východním směrem. Mi'ilja je na dopravní síť napojena pomocí dálnice 89, spojující Ma'alot-Taršicha s pobřežím (město Naharija).

## Dějiny

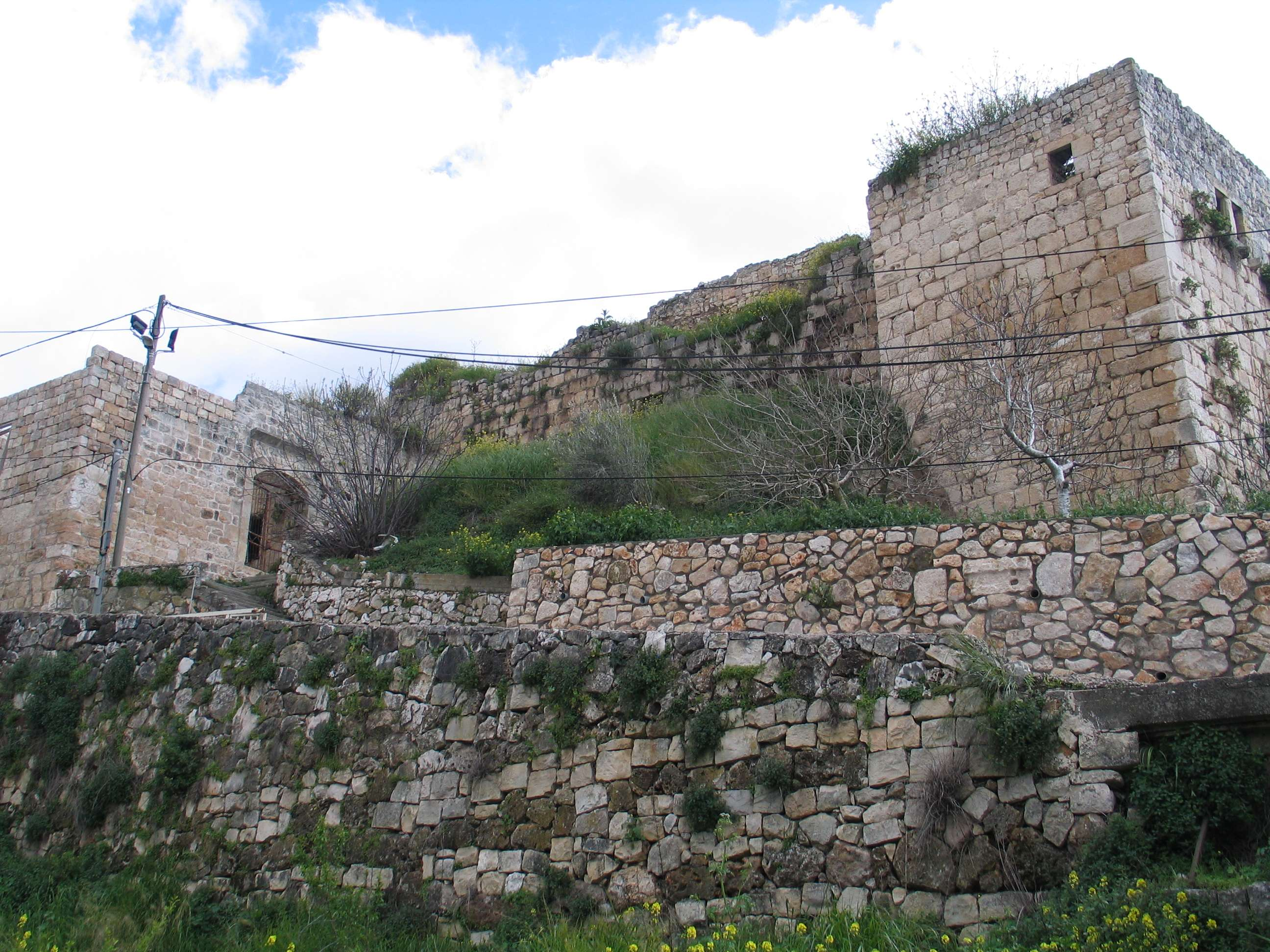
Křižácký hrad Castellum Regis

Mi'ilja byla podle místní tradice založena křesťanskými Araby, kteří se sem ve středověku přestěhovali z Libanonu. Původně zde žili muslimští Arabové. Ti se pak přestěhovali do nedaleké vesnice Taršicha (dnes součást Ma'alot-Taršicha). V 11. století zde vyrostl křižácký hrad nazvaný Castellum Regis. Po jeho zániku byla část zdiva hradu využita místními vesničany pro stavbu jejich obydlí.
Mi'ilja byla stejně jako celá oblast Galileji dobyta izraelskou armádou během války za nezávislost v roce 1948. Obyvatelstvo ale nebylo vysídleno a vesnice si udržela svůj arabský ráz. V roce 1957 byla povýšena na místní radu (malé město).
V roce 1980 vyrostla severozápadně od města židovská vesnice Micpe Hila. Zpočátku byly vztahy mezi osadníky a obyvateli arabského města vyostřené, ale postupně se uklidňovaly. Ani během arabských nepokojů v říjnu 2000, na počátku druhé intifády, zde nedošlo k násilnostem. V obci je ale památník obětí demonstrací během takzvaného Dne půdy (Land Day) v roce 1976 z řad izraelských Arabů.
Obyvatelstvo v Mi'ilja se zabývá zčásti zemědělstvím, zejména pěstováním tabáku.

## Demografie
Mi'ilja je etnicky čistě arabské město. Podle údajů z roku 2005 tvořili 99,9% obyvatel arabští křesťané a 0,1 % arabští muslimové. Jde o menší sídlo spíše vesnického typu. K 31. prosinci 2014 zde žilo 3170 lidí. Během roku 2014 populace stoupla o 1,5 %. Populační růst obce je ve srovnání s muslimskými sídly pomalý.
| Rok            | 1922 | 1945 | 1948 | 1949 | 1961  | 1972  | 1983  | 1995  | 2001  | 2002  | 2003  | 2004  | 2005  |
| -------------- | ---- | ---- | ---- | ---- | ----- | ----- | ----- | ----- | ----- | ----- | ----- | ----- | ----- |
| Počet obyvatel | 442  | 900  | 725  | 801  | 1 120 | 1 565 | 1 856 | 2 178 | 2 530 | 2 550 | 2 594 | 2 636 | 2 664 |

| Rok            | 2006  | 2007  | 2008  | 2009  | 2010  | 2011  | 2012  | 2013  | 2014  |
| -------------- | ----- | ----- | ----- | ----- | ----- | ----- | ----- | ----- | ----- |
| Počet obyvatel | 2 688 | 2 720 | 2 763 | 2 847 | 2 895 | 2 937 | 3 090 | 3 123 | 3 170 |